# Magtudredningen
Denne side handler om Danmarks første magtudredning fra 2003. For den anden magtudredning gennemført i 2020'erne, se Magtudredningen 2.0.
Magtudredningen var Danmarks første magtudredning. Sat i gang på foranledning af Folketinget havde forskningsprojektet til formål "at belyse folkestyrets funktion i bred forstand, herunder organisationers, bevægelsers og økonomiske magtstrukturers indflydelse i samfundet samt internationaliseringens konsekvenser for gennemsigtighed og synliggørelse af beslutninger, indflydelse og magt i samfundslivet". Lise Togeby, professor ved Institut for Statskundskab ved Aarhus Universitet, var leder af projektet.
I 1994 nedsatte Folketinget et særligt udvalg "vedrørende en analyse af demokrati og magt i Danmark". Udvalget afgav en beretning i foråret 1997, hvor et flertal af udvalgets medlemmer foreslog at igangsætte en dansk magtudredning.
Magtudredningens slutrapport Magt og demokrati i Danmark: Hovedresultater fra Magtudredningen udkom 30. oktober 2003.
Magtudredningen blev hårdt kritiseret for at være systemtro og konfliktsky samt at udelade behandling af økonomisk magt m.m.